# Houston Rockets 2004-2005
La stagione 2004-05 degli Houston Rockets fu la 38ª nella NBA per la franchigia.
Gli Houston Rockets arrivarono terzi nella Southwest Division della Western Conference con un record di 51-31. Nei play-off persero al primo turno con i Dallas Mavericks (4-3).

## Roster
| N° | Naz.                    | Ruolo | Sportivo              | Anno | Alt. | Peso |
| -- | ----------------------- | ----- | --------------------- | ---- | ---- | ---- |
| 1  | Stati Uniti (bandiera)  | A     | Tracy McGrady         | 1979 | 203  | 95   |
| 2  | Stati Uniti (bandiera)  | A     | Maurice Taylor        | 1976 | 206  | 118  |
| 3  | Stati Uniti (bandiera)  | G     | Bob Sura              | 1973 | 196  | 91   |
| 4  | Stati Uniti (bandiera)  | A     | Reece Gaines          | 1981 | 198  | 93   |
| 5  | Stati Uniti (bandiera)  | A     | Juwan Howard          | 1973 | 206  | 109  |
| 7  | Stati Uniti (bandiera)  | G     | David Wesley          | 1970 | 183  | 86   |
| 9  | Slovenia (bandiera)     | A     | Boštjan Nachbar       | 1980 | 206  | 100  |
| 10 | Stati Uniti (bandiera)  | G     | Brandin Knight        | 1981 | 183  | 82   |
| 10 | Stati Uniti (bandiera)  | G     | Tyronn Lue            | 1977 | 183  | 79   |
| 11 | Cina (bandiera)         | C     | Yao Ming              | 1980 | 229  | 141  |
| 12 | Stati Uniti (bandiera)  | G     | Andre Barrett         | 1982 | 178  | 78   |
| 13 | Stati Uniti (bandiera)  | G     | Mike James            | 1975 | 188  | 85   |
| 17 | Stati Uniti (bandiera)  | G     | Charlie Ward          | 1970 | 188  | 86   |
| 20 | Stati Uniti (bandiera)  | G     | Jon Barry             | 1969 | 193  | 88   |
| 21 | Stati Uniti (bandiera)  | G     | Jim Jackson           | 1970 | 198  | 100  |
| 25 | Stati Uniti (bandiera)  | G     | Moochie Norris        | 1973 | 185  | 79   |
| 30 | Stati Uniti (bandiera)  | A     | Clarence Weatherspoon | 1970 | 198  | 109  |
| 31 | Stati Uniti (bandiera)  | G     | Rod Strickland        | 1966 | 191  | 79   |
| 32 | Stati Uniti (bandiera)  | A     | Torraye Braggs        | 1976 | 203  | 111  |
| 35 | Stati Uniti (bandiera)  | A     | Scott Padgett         | 1976 | 206  | 109  |
| 40 | Stati Uniti (bandiera)  | A     | Ryan Bowen            | 1975 | 201  | 98   |
| 42 | Stati Uniti (bandiera)  | A     | Vin Baker             | 1971 | 211  | 105  |
| 55 | RD del Congo (bandiera) | C     | Dikembe Mutombo       | 1966 | 218  | 111  |

## Staff tecnico
- Allenatore: Jeff Van Gundy
- Vice-allenatori: Steve Clifford, Patrick Ewing, Andy Greer, Tom Thibodeau